# 원주 법천사지
원주 법천사지(原州 法泉寺址)는 대한민국 강원특별자치도 원주시 부론면에 있는 통일신라시대의 법천사 터이다. 2005년 8월 31일 대한민국의 사적 제466호로 지정되었다.

## 개요
법천사는 고려 중기의 대표적인 법상종 사찰로 명봉산 자락에 위치해 있다. 이 곳에는 당간지주를 비롯하여 지광국사 현묘탑비와 법당터 및 석탑의 일부 등이 남아 있으며, 주면에는 이 절터에서 나온 석재 들이 흩어져 있다. 절터의 동편 산기슭에는 지광국사의 부도를 모셨던 탑전지가 남아 있다. 부도는 서울로 옮겨졌으나 탑비는 그대로 남아 있다. 탑전지는 높게 쌓은 축대 위에 건물을 지었으며, 왼쪽의 건물 터 위에는 기둥을 받치던 돌인 주초석, 불상의 뒤를 장식하던 광배, 계단 사이를 장식하던 대담하고 화려한 조각의 탑도석, 그리고 예배를 드리던 단인 배례석·석탑재 등 이 곳에서 출토된 석재를 모아 놓았다.
이 절에 관하여 남아 있는 최초의 기록은 928년(경순왕 2년)으로, 신라 하대에 이 지역의 대표적 사원이었던 것으로 보인다. 고려시대에는 무신정권 이전까지 법상종의 대표적인 사찰로 문벌 귀족의 후원을 받아 번성한 사찰이었을 것으로 보이며, 10세기에서 12세기까지 관용, 지광국사, 정현, 덕겸, 관오, 각관 등 유명한 승려가 계셨다고 한다. 조선시대에는 유방선이란 학자가 이 곳에 머물며 제자를 가르쳤다고 하며, 이 때 한명회·서거정·권람 등이 그에게서 배웠다고 한다. 허균의 기록에 의하면 임진왜란 때 불타 없어졌다고 한다.

## 갤러리
- 원주 법천사지 지광국사탑비
- 원주 법천사지 지광국사탑
- 원주 법천사지 당간지주
- 원경
- 지장국사탑비가 있는 지대

## 관련 문화재
- 원주 법천사지 지광국사탑비 - 국보  제59호
- 원주 법천사지 지광국사탑 - 국보 제101호
- 원주 법천사지 당간지주 - 강원특별자치도 문화재자료 제20호

## 참고 자료
- 원주 법천사지 - 국가유산청 국가유산포털